# マララ・ユスフザイ
マララ・ユスフザイ（英語: Malala Yousafzai、パシュトー語: ملاله يوسفزۍ、Malālah Yūsafzay、1997年7月12日 - ）は、パキスタン出身の女性。フェミニスト・人権運動家。ユースフザイやユサフザイとも表記される。2014年ノーベル平和賞受賞。

## 生い立ち
1997年にパキスタン北部のカイバル・パクトゥンクワ州ミンゴラのスンニ派の家庭に生まれる。マララという名はパシュトゥーン人の英雄であるマイワンドのマラライにちなんで名付けられた。父親のジアウディン・ユスフザイは地元で女子学校の経営をしており、娘のマララは彼の影響を受けて学校に通っていた。彼女は数学が苦手だったが、医者を目指していた。
2008年に武装勢力パキスタン・ターリバーン運動 (TTP) が一家の住むスワート渓谷（スワート県）の行政を掌握すると恐怖政治を開始し、特に女性に対しては教育を受ける権利を奪っただけでなく、教育を受けようとしたり推進しようとする者の命を優先的に狙うような状況になった。2009年、11歳の時にTTPの支配下にあったスワート渓谷で恐怖におびえながら生きる人々の惨状をBBC放送の依頼でBBCのウルドゥー語のブログにペンネームで投稿してターリバーンによる女子校の破壊活動を批判、女性への教育の必要性や平和を訴える活動を続け、英国メディアから注目された。
一方、アメリカのパキスタンに対する軍事干渉には批判的な見解を示し、2013年10月にアメリカのオバマ大統領と面会した際は、無人機を使ったアメリカのテロ掃討作戦をやめるよう求めた。
2009年、TTPがパキスタン軍の大規模な軍事作戦によってスワート渓谷から追放された後、パキスタン政府は彼女の本名を公表し、「勇気ある少女」として表彰した。その後、パキスタン政府主催の講演会にも出席し、女性の権利などについて語っていたが、これに激怒したTTPから命を狙われる存在となった。

## 銃撃事件
2012年10月9日、通っていた中学校から帰宅するためスクールバスに乗っていたところを複数の男が銃撃。頭部と首に計2発の銃弾を受け、一緒にいた2人の女子生徒と共に負傷した。
この事件についてTTPが犯行を認める声明を出し、彼女が「親欧米派」であり、「若いが、パシュトゥーン族が住む地域で欧米の文化を推進していた」と批判、彼女に対するさらなる犯行を予告した。わずか15歳の少女に向けられたこの凶行に対し、パキスタン国内はもとより、潘基文・国際連合事務総長やアメリカのヒラリー・クリントン国務長官など世界各国からも非難の声が上がったが、TTPは「女が教育を受ける事は許し難い罪であり、死に値する」と正当性を主張して徹底抗戦の構えを示した。アンジェリーナ・ジョリーは事件を受け、パキスタン、アフガニスタンの少女のために5万ドル（約400万円）を寄付した。寄付金は、パキスタン、アフガニスタンにおける女性教育のために闘った女性、少女を表彰する賞の創設などに使われるという。
彼女は首都イスラマバード近郊のラーワルピンディーにある軍の病院で治療を受け、10月14日には試験的に短時間だけ人工呼吸器を外すことに成功した。10月15日、さらなる治療と身の安全確保のため、イギリス・バーミンガムの病院へ移送された。翌16日には筆談で「ここはどこの国？」と質問し、19日には病院職員に支えられながらではあるが、事件後初めて立ち上がる。
銃弾は頭部から入り、あごと首の間あたりで止まっていて、外科手術により摘出されたものの、頭部に感染症の兆候があったが、奇跡的に回復し、2013年1月3日に約2カ月半ぶりに退院した。家族とともにイギリス国内の仮の住まいでリハビリをしながら通院を続け、2月2日に再手術を受けた。
2013年1月9日、シモーヌ・ド・ボーヴォワール賞を受賞した。同年7月12日、国際連合本部で演説し、銃弾では自身の行動は止められないとして教育の重要性を訴えた。テロリストは銃弾で志を断とうとしたが、逆に恐れや絶望感が消え、力と勇気が生まれた、と語っている。国連は、マララの誕生日である7月12日をマララ・デーと名付けた。また、同年10月10日にはサハロフ賞を受賞した。
2014年9月12日、パキスタン軍はマララ襲撃に参加したイスラーム過激派10人を逮捕したと発表した。ただし、パキスタン・ターリバーン運動から分離した過激派ジャマトゥル・アハラールは、「あの襲撃には3人が関与し、うち1人は殉死し、2人は生きている」として軍の発表を否定している。また、パキスタン・ターリバーン運動の指導者マウラナ・ファズルッラーが襲撃を命じたとの説も否定している。

## 銃撃事件以後

### ノーベル平和賞受賞
2014年、ノーベル平和賞受賞。17歳でのノーベル賞受賞は史上最年少記録。マララは受賞において「この賞は、ただ部屋にしまっておくためのメダルではない。終わりではなく、始まりに過ぎない」と表明した。マララの母国パキスタンのナワーズ・シャリーフ首相は「マララさんの功績は比べるものがないほど偉大だ」と賞賛した。しかし、マララの出身地スワト地区では、イスラム過激派に対する恐怖から、表立って祝う動きは殆ど見られない。パキスタンの有力紙は受賞決定を大いに歓迎し、マララを賞賛したが、パキスタンの一部保守層には、マララがイスラームに敬意を払っていないとして、ノーベル賞受賞は「西洋の指示に従った結果」と皮肉る意見もある。マララに対する批判者は、Twitterで「MalalaDrama（マララ茶番）」というハッシュタグを使っている。
その他、インドのナレンドラ・モディ首相、欧州連合、国連の潘基文事務総長などが、マララの受賞を祝福した。アメリカ合衆国のバラク・オバマ大統領は「人類の尊厳のために奮闘するすべての人たちの勝利だ」とし、日本の安倍晋三総理大臣は「女性が教育を受ける権利を訴え続けたことは、世界中の人々に勇気を与えた」と受賞を称えた。在日パキスタン人など、日本国内のムスリム共同体も受賞を祝福した。
また、米タイム誌が発表した「2014年最も影響力のある25人のティーン」の一人に選ばれた。

### 国連平和大使
2017年4月10日、ニューヨークの国連本部において国連平和大使に任命された19歳での国連平和大使任命は史上最年少であった。

### 就学支援事業
2013年12月、ユネスコとパキスタンは、就学機会を奪われた女性の教育を支援するマララ基金の設立を発表した。
2015年7月にはシリア難民の少女を対象として、レバノン東部のベカー平原に学校を開設した。この学校の開校にあたってはマララ基金から資金が拠出された。

### 銃撃後の初帰国
2018年3月29日、銃撃後に初めてパキスタンに帰国した。銃撃後から約6年後の帰国となる。シャーヒド・ハーカーン・アッバースィー首相との会談後、時折涙で演説を中断しながら「私はそれほど若くはないが、多くのことを見聞きしてきた」「パキスタンの女性が両足で立って自立できる力が得られるよう、パキスタン人は手を取り合うようになる」と述べた。故郷のミンゴラの地元民は250km離れたイスラマバードからの帰路に触れ歓迎の意を表す。

### 来日
マララの父は1976年のアントニオ猪木対モハメド・アリ戦を見て以来の猪木ファンであり、マララも衛星放送でWWEを見て育ったことからプロレス好きで、ノーベル平和賞を受賞した2014年当時、プロレスラーにして日本の国会議員であるアントニオ猪木のことを知っていた。そのため、猪木議員が2015年1月にイギリスでマララと対談し、早期の来日を要請。2019年3月22日、東京で行われる国際女性会議出席のため、初来日。

## ギャラリー

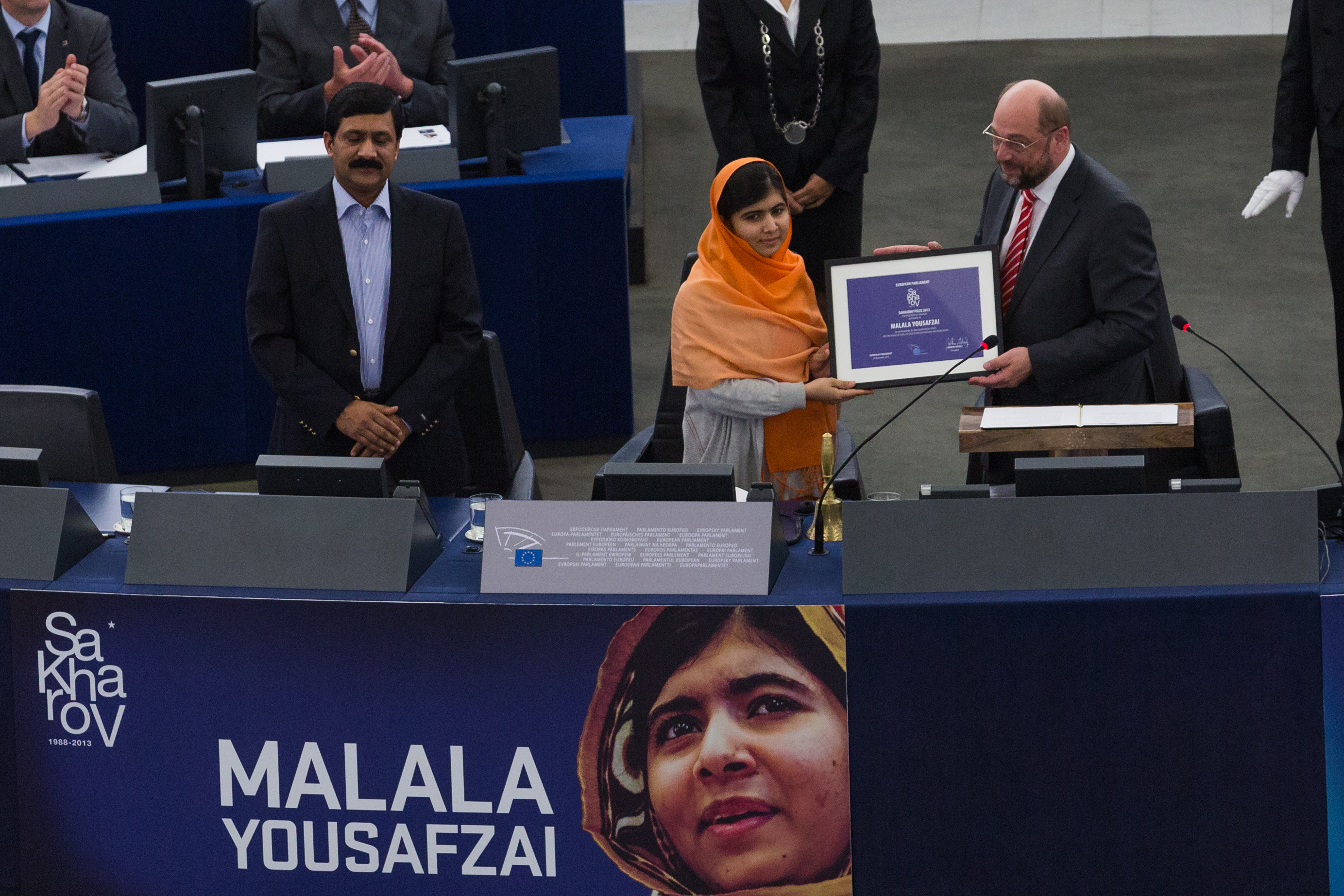
2013年、フランス・ストラスブールでのサハロフ賞授賞式にて
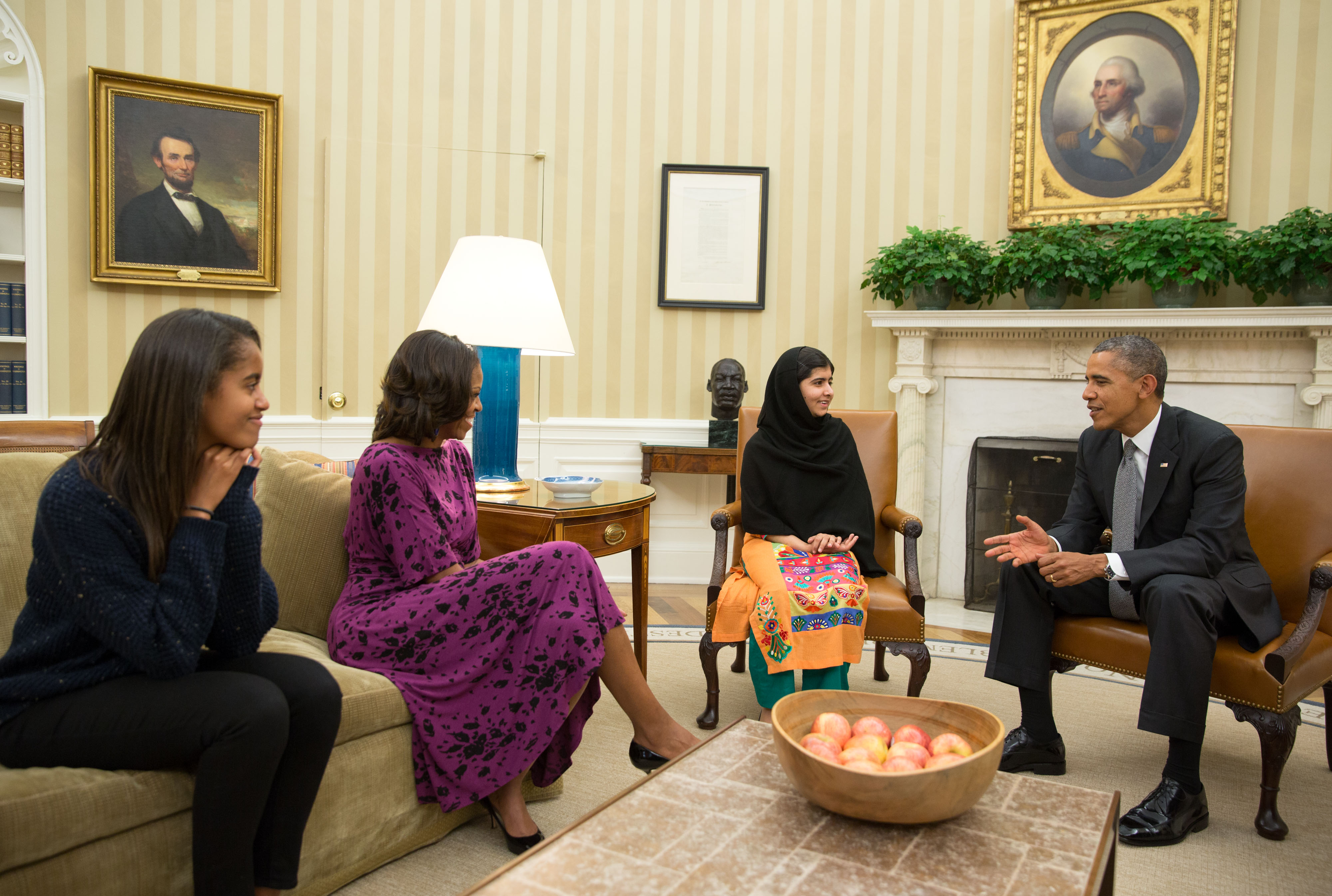
2013年11月10日、ホワイトハウスでオバマ大統領一家と会談
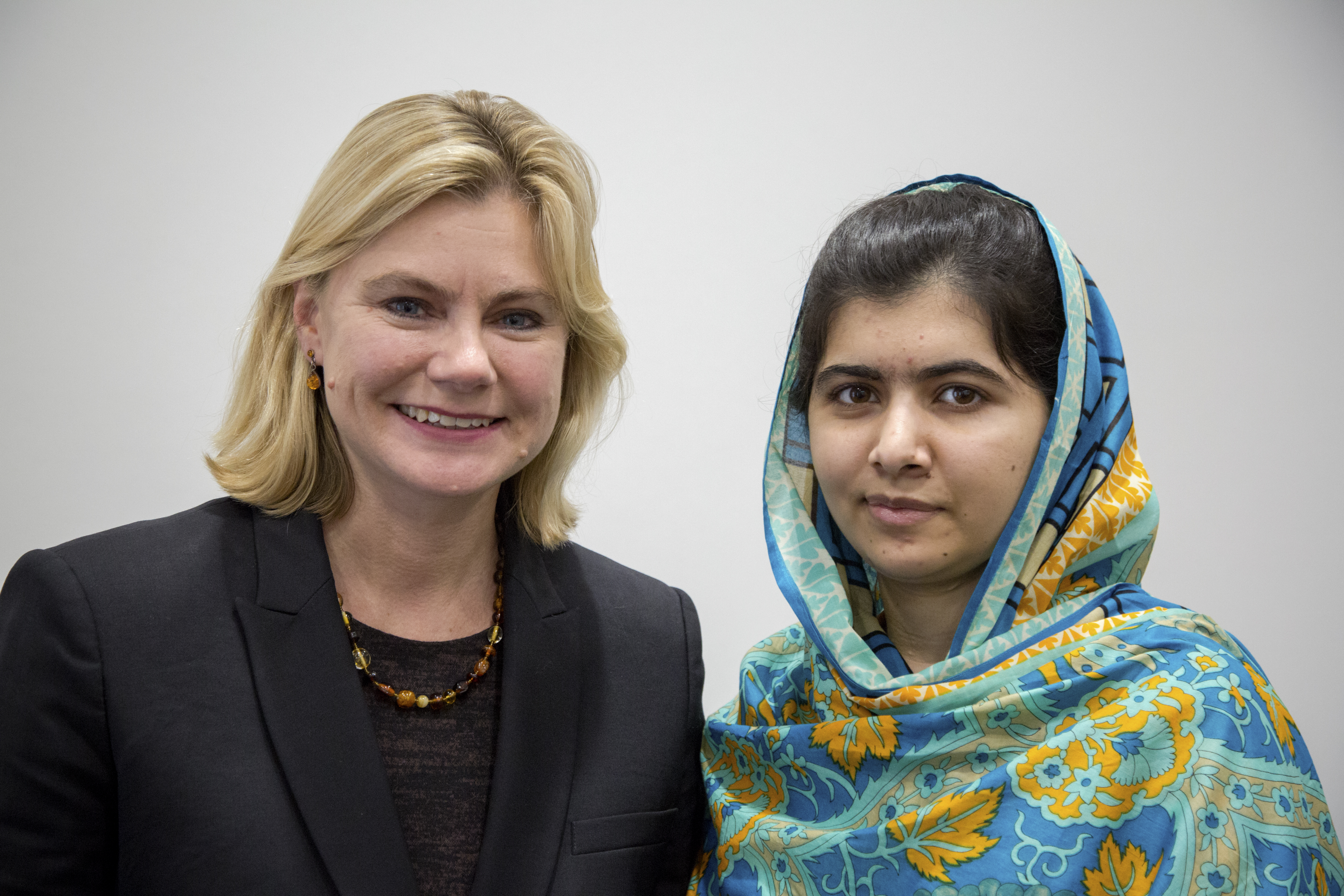
ジャスティン・グリーニングと（2015年10月22日）
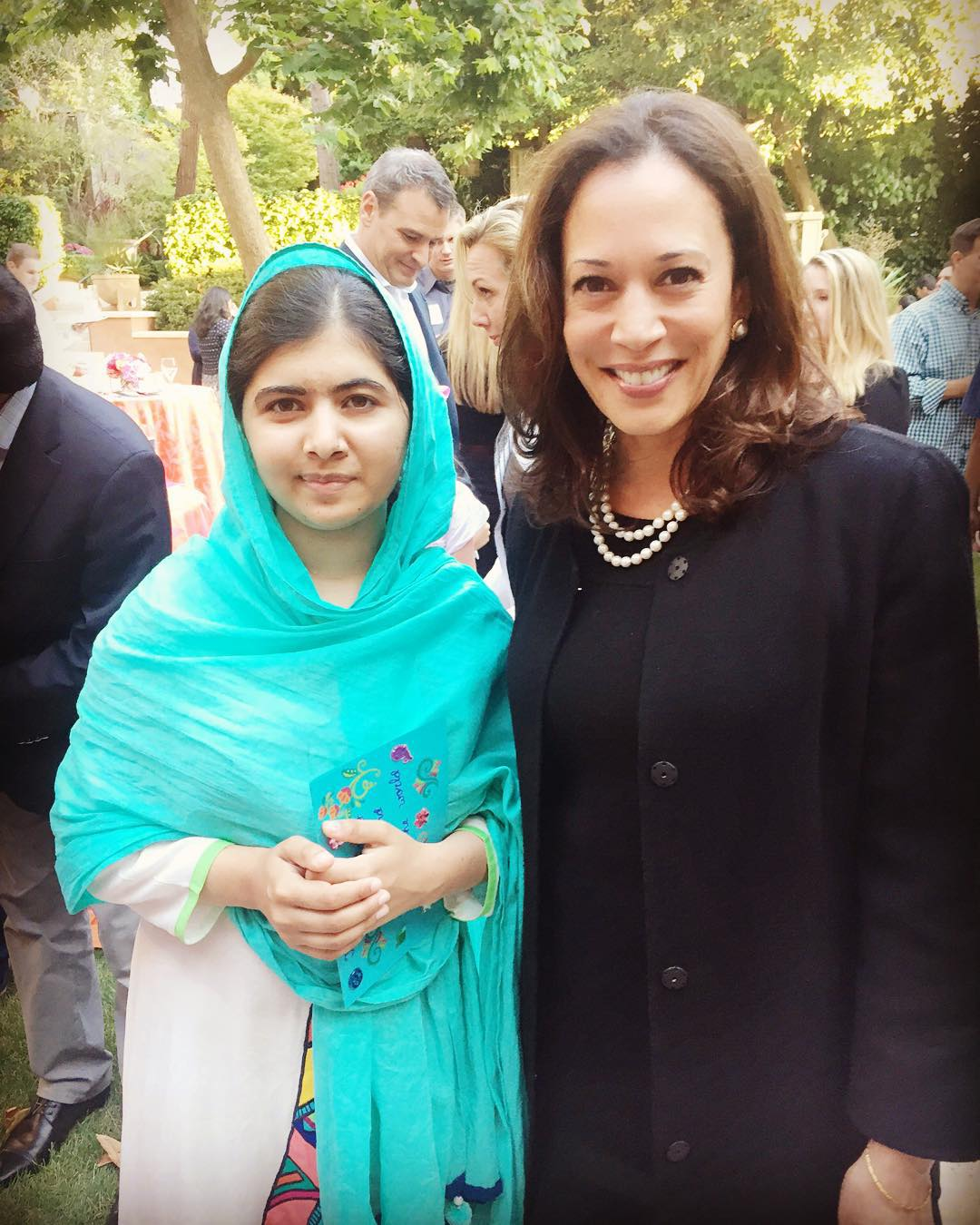
カマラ・ハリスと（2017年7月7日）

## 私生活
2021年11月9日、パキスタン・クリケット委員会運営管理者のアッセル・マリクとイスラムの婚姻儀式ニッカを執り行った。同年6月、イギリス版Vogue誌のインタビューでは結婚には慎重な姿勢を見せていたが、結婚を発表する11月の同誌の記事では価値観を共有するパートナーと出会えたことで決心がついたと語っていた。

## 支援者
2012年以降、スターバックスやウォルマート、マイクロソフトのPR活動を手掛けたことで知られるEdelman社が、スピーチ原稿の草案の作成に関わるなど、マララのPR活動や支援活動に積極的に関与している。